# Język sulka
Język sulka, także moglon – język papuaski używany na Nowej Brytanii w Papui-Nowej Gwinei (prowincja Nowa Brytania Wschodnia). Posługuje się nim 2500 osób.
Społeczność Sulka uchodzi za migrantów z Nowej Irlandii. Na początku XX w. stwierdzono odosobniony charakter tego języka (i brak genetycznego związku z rodziną austronezyjską). Nie jest wyraźnie spokrewniony z żadnym innym językiem. H. Hammarström (2018) rozpatruje go jako język izolowany. Powstał szczegółowy opis jego gramatyki (1962).
Jest zapisywany alfabetem łacińskim.